# دره کال جنی
کالِ جِنّی، دره‌ای در ۳۲ کیلومتری شمال شهر طبس در استان خراسان جنوبی ایران است. این دره در نزدیکی روستای ازمیغان واقع شده و با موقعیت جغرافیایی '۵۶°۵۰۰۴ شرقی و '۳۳°۴۹۲۴ شمالی، یکی از جاذبه‌های طبیعی شرق ایران است. این دره در سال ۱۳۹۶ با نام کال جنی در فهرست آثار طبیعی ملی ایران ثبت شده است.
شکل‌گیری این دره نتیجه فرسایش آبی و بادی در طول هزاران سال است. رودخانه ازمیغان، عامل اصلی ایجاد این دره، پس از ورود به زمین‌های آبرفتی، بستر خود را گود کرده و با مقاومت سنگ‌ها در طول مسیر، پیچ و خم‌هایی را در مسیر ایجاد کرده است.
کال جنی به دلیل شکل و ساختار خاص خود و صداهای عجیب ناشی از وزش باد در میان شکاف‌های آن، در گذشته به عنوان محل زندگی ارواح و جن‌ها شناخته می‌شد. همچنین، وجود حفره‌ها و تونل‌های عجیب در دیواره‌های این دره، به این باور دامن می‌زد و مردم محل به آن دره جن‌ها هم گفته‌اند.
این دره به شکل حرف V انگلیسی است و دارای یک کال اصلی و چند کال فرعی است. کال اصلی از نخلستان شروع و به روستای ازمیغان منتهی می‌شود و سپس به کانال منتهی به قنات ختم می‌شود. آب جریان یافته در کال اصلی از چشمه ازمیغان سرچشمه می‌گیرد.
کال جنی هشت کیلومتر طول دارد و با دیواره‌های بلند و پرشیب ادامه می‌یباید. سه کیلومتر نخست رودخانه دره کال جنی از سنگ‌های آهکی پوشیده شده و دو کیلومتر میانی، شامل جاذبه‌های فرسایشی است. در سه کیلومتر پایانی نیز یک خشکه‌رود در بستر رسوبات آبرفتی وجود دارد.
از دیدنی‌های کال جنی می‌توان به نقش و نگارهای روی دیواره‌های بلند، دودکش‌ها و تنورهای جن (ستون‌ها و استوانه‌های فرسایشی)، آبشارهای کوچک و حوضچه‌های آب، و حفره‌های شگفت‌انگیز داخل دیواره‌ها اشاره کرد. این حفره‌ها و تونل‌ها احتمالاً دست‌کند بوده و محل سکونت زرتشتیان در دوره ساسانیان و پس از حمله اعراب به ایران بوده‌اند.
فعالیت‌های محبوب در کال جنی شامل پیمایش دره، آب‌تنی در حوضچه‌ها، تماشای طبیعت اطراف و عکاسی است. امکانات اقامتی در کال جنی وجود ندارد، اما می‌توان در منطقه کمپ کرد یا از هتل‌های شهر طبس و اقامتگاه‌های بوم‌گردی روستاهای اطراف استفاده کرد. بهترین زمان بازدید از کال جنی، فصل پاییز است، اما بهار و زمستان نیز می‌توانند زمان‌های مناسبی برای بازدید باشند.

## مسیرها
دره کال جنی با تهران ۸۹۰ کیلومتر فاصله دارد و برای رسیدن به آن باید حدود ۱۰ ساعت رانندگی کرد. با توجه به نوع آب و هوای منطقه طبس بیشتر فصول پاییز و زمستان برای گردشگری در منطقه طبس و به‌ویژه این منطقه توصیه می‌گردد.
برای رسیدن به کال جنی باید با هواپیما، اتوبوس، قطار، ماشین شخصی یا تورهای داخلی به طبس رفت. با ماشین شخصی باید از تهران به سمنان رفت و سپس راه را به‌سمت طبس ادامه دهید. برای دسترسی به دره کال جنی طبس چند راه وجود دارد:
مسیر اول: از مسیر آسفالته از طبس به‌سمت شمال و شهر عشق‌آباد در بخش دستگردان حرکت کنید. پس از حدود ۲۰ کیلومتر به یک آبراهه می‌رسید؛ جایی که رودخانه ازمیغان پس از بیرون آمدن از کال جنی رسوبات خود را در بستر دشت بر جای گذاشته است. مسیر آبراهه را حدود پنج کیلومتر دیگر به‌سمت شمال ادامه دهید تا پس از گذر از چند پیچ به بخش‌های عمیق و تنگ دره کال جنی برسید.
مسیر دوم: در ۲۶ کیلومتری شمال شهر طبس از جاده اصلی جدا و وارد مسیر روستای ازمیغان شوید. پس از طی کردن حدود ۹ کیلومتر به مدخل دره رودخانه ازمیغان می‌رسید. مسیر را برای سه کیلومتر دیگر ادامه دهید تا به بخش‌های عمیق و تنگ دره کال جنی برسید.
مسیر سوم: در مسیر شهرستان طبس از جاده طبس - بُشرویه خارج شوید. پس از عبور از جاده آسفالته در دوراهی استخرِ شاعر وارد جاده خاکی صاف و بدون پیچ‌وخم شوید تا به روستای زیبای فشاه برسید. نشانی روستا چشمه و نخلستان است. تنها ساکنان این روستا یک خانواده خادم امامزاده حسین بن جعفر صادق هستند که می‌توانید از آن‌ها راهنمایی بگیرید. این روستا ابتدای دره و متصل به کوه است؛ از همین نقطه وارد دره شوید یا به راه خود ادامه دهید و در میانه‌های جاده خاکی از طریق یک شکاف در دیواره دره وارد آن شوید.